# Obiettori di coscienza per ragioni sessuali
Obiettori di coscienza per ragioni sessuali (The Gay Deceivers) è un film del 1969 diretto da Bruce Kessler.
È una commedia statunitense con Kevin Coughlin, Brooke Bundy e Lawrence P. Casey.

## Trama
Danny e Elliot sono due amici che cercano di evitare il servizio militare fingendo di essere gay. Vengono quindi sottoposti a sorveglianza da parte dell'Esercito e devono portare così avanti la finzione ma con l'intenzione di mantenere le relazioni sentimentali con le loro rispettive fidanzate.

## Produzione
Il film, diretto da Bruce Kessler su una sceneggiatura di Jerome Wish e un soggetto di Abe Polsky e Gil Lasky, fu prodotto da Joe Solomon per la Fanfare Films e girato nei Producers Studios a Hollywood e in California.

## Distribuzione
Il film fu distribuito con il titolo The Gay Deceivers negli Stati Uniti dal 9 luglio 1969 (première a San Francisco) al cinema dalla Fanfare Films e per l'home video dalla Dark Sky Films nel 2007 in DVD.
Altre distribuzioni:
- in Brasile ('Eles' Se Divertem)
- in Messico (El tercer sexo se divierte)
- in Francia (Le piège à pédales)
- in Spagna (Los farsantes)
- in Italia (Obiettori di coscienza per ragioni sessuali)

## Promozione
Le tagline sono:
- They had to keep their hands off girls in order to keep the Army's hands off them.
- Is he? Or isn't he?
- Only his draftboard and his girlfriend know for sure.